# وارد بدر السالم
وارد بدر السالم، روائي ومؤلف عراقي ولد عام 1956 في البصرة، العراق. عمل في صحف عراقية و عربية كثيرة وألّف روايات و كتب كثيرة.

## السيرة الذاتية
ولد الروائي والمؤلف وارد بدر السالم عام 1956 في البصرة، العراق، و حصل على شهادة دبلوم فني من معهد الفنون التطبيقية. صحفي عامل ويعمل رئيسًا لتحرير مجلة (الطليعة) الأدبية. عمل في صحف عراقية وعربية كثيرة محررًا ومدير تحرير. فاز بجائزة دبي الأولى للقصة القصيرة عام 2007 عن “البار الأمريكي”، و جائزة ابن بطوطة لأدب الرحلات بأبو ظبي و ألّف روايات و كتب كثيرة.

## أعمال الكاتب
- طيور الغاق، 2000
- شبيه الخنزير، 2004
- مولد غراب، 2004
- عجائب بغداد، 2012
- تجميع الأسد، 2014
- عذراء سنجار، 2016
- ذلك البكاء الجميل (قصص)، 1983[5]
- اصابع الصفصاف (قصص)، 1987
- جذوع في العرا (قصص)، 1988
- بيتنا (قصص)، 1990
- انفجار دمعة، 1994
- عكس المقص (قصص)، 2000
- فصول الحصار، 2000
- البار الأمريكي (قصص)،2007
- انفجار قلب، 2007
- الهندوس يطرقون باب السماء (أدب رحلات)، 2010
- أصابع السرد، 2013
- برلمان تحت الصفر (سياسة)، 2014
- المعدان” (قصص)،2015
- جماليات الكتابة، 2015
- دليل العاشقات (نصوص)، 2015.[4][6]

## الجوائز
- جائزة دبي الأولى للقصة القصيرة عام 2007 عن “البار الأمريكي”
- جائزة ابن بطوطة لأدب الرحلات بأبو ظبي[3]